# Julian Seward
Compléments
Développeur de bzip2, Valgrind, cacheprof, GHC et nanojit
Julian Seward est un programmeur britannique, auteur de l'algorithme, du format de fichiers et du compresseur bzip2 en 1996, de l'outil d'optimisation cacheprof en 1999, de la suite d'outils de déboggage Valgrind en 2000, et du compilateur de langage Haskell GHC.

## Activité professionnelle
Julian Seward était le développeur principal de Valgrind.
Il travaille actuellement pour Mozilla.
Depuis juin 2009, il contribue à nanojit, une bibliothèque de génération de code natif utilisé par Mozilla dans le moteur JavaScript TraceMonkey de Firefox 3.5 et par Adobe dans le moteur ActionScript Tamarin.

## Distinction reçues
- Au premier trimestre 2004, il reçoit le prix open-source de l'OSI pour son travail sur Valgrind[2]
- En juillet 2006, il reçoit le prix Google-O'Reilly du meilleur créateur d'outils open-source pour son travail sur Valgrind[3],[4]